# 岸田演劇賞
岸田演劇賞（きしだえんげきしょう）は、新潮社が主催していた、戯曲を対象とする文学賞である。
1954年に「新潮社四大文学賞」の一つとして開始した。1960年の第7回をもって終了し、白水社の「新劇」岸田戯曲賞（現在の岸田國士戯曲賞）に継承された。受賞者には記念品と副賞として10万円が贈られた。

## 受賞作
第1回（1954年）
- 受賞作
  - 木下順二 「風浪」
  - 飯沢匡 「二号」
- 候補作
  - 鈴木力衛 「赤んぼ頌」
  - 田中千禾夫 「教育」
  - 矢代静一 「城館」
  - 矢代静一 「雅歌」

第2回（1955年）
- 受賞作
  - 三島由紀夫 「白蟻の巣」
  - 福田恆存 「ハムレット」他の「シェイクスピア全集」の訳業
- 候補作
  - 田中千禾夫 「幸運の葉書」
  - 安部公房 「どれい狩り」
  - 山田肇 「ベルナルダ・アルバの家」（翻訳）ガルシア・ロルカ

第3回（1956年）
- 受賞作
  - 小山祐士 「二人だけの舞踏会」
- 候補作
  - 田中千禾夫 「肥前風土記」
  - 鈴木力衛 「城への招待」（翻訳）ジャン・アヌイ
  - 鈴木力衛 「町人貴族」（翻訳）
  - 川口博 「俺たちは天使じゃない」（翻訳）アルベール・ユッソン

第4回（1957年）
- 受賞作
  - 鈴木力衛 モリエール「タルチュフ」他のフランス戯曲文学の訳業
- 候補作
  - 堀田清美 「島」
  - 田中千禾夫 「火の山」
  - 田中澄江 「京都の虹」
  - 菅原卓訳 「アンネの日記」（翻訳）アルバート・ハケットによる演劇台本

第5回（1958年）
- 受賞作
  - 安部公房 「幽霊はここにいる」
  - 青江舜二郎 「法隆寺」

第6回（1959年）
- 受賞作
  - 田中千禾夫 「マリアの首」

第7回（1960年）
- 受賞作
  - 中村光夫 「パリ繁昌記」

## 選考委員
- 第1回から第7回 - 岩田豊雄、川端康成、久保田万太郎、辰野隆、舟橋聖一、山本有三